# ヘビースマッシュ
『ヘビースマッシュ 』(HEAVY SMASH) は、1993年にデータイーストが製作したアーケード用スポーツゲーム。
正式には「THE FUTURE SPORTS HEAVY SMASH」というタイトルである。

## 概要
- スポーツゲームとして登場した本作品の舞台は近未来という設定で、ハンドボールをモチーフにした競技である。1チームの人数は6人で、1人がキーパーである。プレイヤーはボールに最も近い選手（カーソルが表示されている選手）を操作する。
- 8方向レバーで選手を操作、3つのボタンはそれぞれ「シュート（アタック）」「ジャンプ」「パス（飛び道具攻撃）」となっている。
- 主な特徴として、体当たりなどのラフプレイによる反則がなく、この時期に流行した対戦型格闘ゲームのように飛び道具を使って相手チームの選手を攻撃することもできる。
- ルール自体は単純で、相手のゴールエリアにボールをシュートして、ゴールが決まると1点入る。90秒の試合時間内に多く得点したチームが勝利となる。同点の場合は30秒の延長戦（サドンデス）となる。なお、1人プレイ時は6点差がつくと自動的にコールドゲームとなる（プレイヤー同士の対戦ではコールドゲームはなし）。
- 2人対戦可能であるが、同チーム対戦はできない。

## システム
- それぞれのチームにはパワーゲージがあり、満タンになる（光る）と飛び道具での攻撃や、各チームにそれぞれ特有の「必殺シュート」が使用できるようになる。必殺シュートは相手チームの選手を吹き飛ばし、至近距離で決まれば相手チームのキーパーごとゴールが可能（止められる場合もある）。パワーは必殺シュートや飛び道具を使うとなくなってしまうが、自動でチャージされる。
- コーナーに当たって跳ね返ったクッションボールに合わせて、ヘディングやオーバーヘッドキックでシュートを決めることもできる。

## ゲームの流れ
- 10チームから1チームを選んでゲームスタート。対戦順序はチームごとで完全に固定されている。
- 試合に勝利すると、試合内容に応じてボーナススコアが入る。
- 同点でサドンデス（延長戦）となり、時間内に勝ち越せないとプレイヤー側の負けとなる（2P対戦時は両者ゲームオーバー）。
- 10試合目のボスチームに勝利すると、優勝。エンディングとなる。

## チームと特徴
アメリカ代表 レッドイーグルス（必殺シュート：コークスクリューシュート）
パワー集約型
必殺シュートが強く、パワーゲージの回復が早い。
アタックが強く、相手を長時間気絶させられる。反面、ディフェンスが弱い。
日本代表 カミカゼストライダーズ（必殺シュート：カミカゼシュート）
スピード優先ディフェンスタイプ
アタックしたときのダッシュが素早い。
ディフェンスが強く、気絶状態からの回復も早い。
必殺シュートの威力が弱い。
ブラジル代表 リオパワーズ（必殺シュート：サンダーシュート）
スピード優先パワータイプ
蹴り技に優れ、ジャンプ攻撃やオーバーヘッドキックが強い。
必殺シュートがそれほど強くなく、ディフェンスが弱い。
韓国代表 ソウルファイターズ（必殺シュート：ドラゴンシュート）
パワー優先スピードタイプ
ジャンプからの必殺シュートが非常に強い。
パワーゲージの回復が遅い。
ドイツ代表 ベルリンジャガーズ（必殺シュート：セブンウェイシュート）
ディフェンス優先スピードタイプ
攻撃を受けて、気絶状態からの回復が驚異的に早い。
必殺シュートはそれほど強力ではないが、オーバーヘッドキックやヘディングなどの小技が強い。
パワーゲージの回復はかなり遅い。
イギリス代表 ユニオンシャープス（必殺シュート：リボルバーシュート）
パワー優先ディフェンスタイプ
地上からの必殺シュートが非常に強い。
飛び道具も遠くまで飛ばす事ができる。
パワーゲージの回復が遅い。
イタリア代表 ミラノスティンガーズ（必殺シュート：クロスハリケーンシュート）
ディフェンス優先パワータイプ
守りが強く、飛び道具を最も遠くまで飛ばす事ができる。
パワーゲージの回復が早い。
必殺シュートは接近して打たないと決まりにくい。
エジプト代表 コプトディフェンダーズ（必殺シュート：ファイアーシュート）
ディフェンス集約型
気絶からの回復が早く、相手のシュートを食い止める徹底したディフェンス中心のチーム。
同社のキャラクター「カルノフ」をモデルにしたため、口から火を吐くシュートを使う。
飛び道具を遠くまで飛ばす事ができるが、パワーゲージの回復が遅い。
全チームで最も足が遅い。
オーストラリア代表 バーニンレディース（必殺シュート：スパイラルシュート）
スピード集約型
移動速度は最も早く、ジャンプ、ダッシュ、キック力に優れている。反面、パワー・ディフェンスが弱い。
全チーム唯一の女性だけのメンバーで、衣装はビキニタイプのものを着用。
1994年のアーケードゲーム雑誌「ゲーメスト」の誌上にてゲームメーカーの年賀状が紹介された特集で、データイーストの年賀状のひとつとして、バーニンレディースの選手が採用された。
スペースコロニー代表 モビルストライカーズ（必殺シュート：スーパーウェイブシュート）
トータルバランス型
全選手がロボットであるが、全ての能力が平均的なバランスの取れたチーム。
パワーゲージの回復が最も早く、必殺シュート・飛び道具ともに強力。
ボスチーム（選択不可 最終試合に登場）
モビルストライカーズと同じようなロボットのチーム。
最終ボスに相応しく、全ての能力が高い。必殺シュートは「グラビトンシュート」。

## その他
ヨーロッパ向けバージョンでは韓国チームがなく、代わりにスペインになっている（選手・ステージのグラフィックは一緒だが、国旗・マップモードの位置が違う）。